# Jandakot (Australie)
Pour les articles homonymes, voir Jandakot.
Jandakot est une banlieue au sud de Perth, en Australie-Occidentale, située dans la City of Cockburn. On la connait principalement pour son aéroport.

## Géographie
Jandakot est délimitée au nord par la Roe Highway, la Kwinana Freeway à l'ouest, Johnston Road à l'est et au sud par Fraser Road, Jandakot Road, Solomon Road et Armadale Road. La limite nord-est de la banlieue est également la limite municipale de la ville de Melville et la limite est est la limite municipale de la Cité de Canning.

## Histoire
Le nom de Jandakot provient à l'origine du lac Jandakot, qui a été rebaptisé lac Forrestdale en 1973. Les cartes de la colonie de Swan River produites au début des années 1830 montrent un lac de grande étendue situé au sud-ouest de Kelmscott. Le nom du premier Européen à avoir découvert le lac reste inconnu mais, en février 1833, l'arpenteur général Septimus Roe a constaté que la taille du lac avait été exagérée. Le lac devint bien connu comme point d'eau sur la piste originale entre la rivière Canning et Pinjarra et en 1844, son nom aborigène fut enregistré comme Jandacot par l'arpenteur J. W. Gregory, frère d'Augustus Gregory. Au cours des années suivantes, le nom fut enregistré sous les noms de Jandicott, Jandakoot et Jandakott, mais l'orthographe finalement adoptée fut Jandakot. La signification aborigène du mot serait « lieu de l'aigle siffleur » .

## Climat
Jandakot bénéficie du climat confortable de la région de Perth avec des hivers frais et humides et des étés chauds et secs. Les températures estivales peuvent atteindre 45 °C (113 °F), tandis que les températures hivernales sont douces, autour de 15 °C (59 °F). Jandakot détient le record de la température la plus basse de la région métropolitaine de Perth, avec -3,4 °C (25,9 °F), et descend régulièrement en dessous de zéro en hiver.

## Aéroport de Jandakot
Jandakot est surtout connu pour l'aéroport de Jandakot qui s'y trouve. L'aéroport de Jandakot sert aux essais de pilotes et aux vols intérieurs. C'est l'aéroport secondaire le plus fréquenté d'Australie. L'aéroport a été ouvert en 1963.